# Mezolimbiczny szlak dopaminergiczny

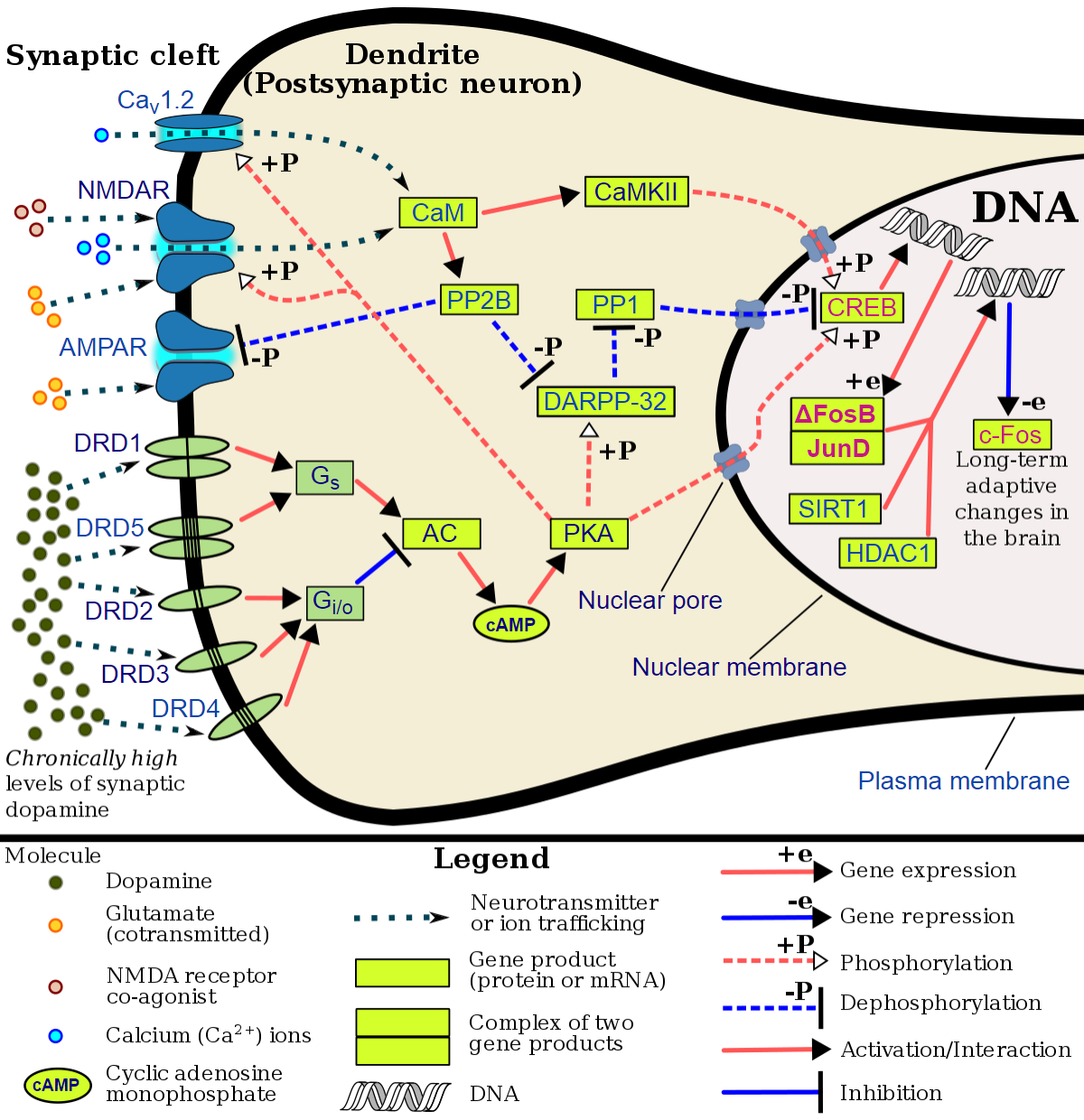
Diagram mezolimbicznego szlaku dopaminergicznego

Mezolimbiczny szlak dopaminergiczny – jeden ze szlaków, którymi aksony wydzielające dopaminę przebiegają w ośrodkowym układzie nerwowym.
Mezolimbiczny szlak dopaminergiczny rozpoczyna się w brzusznej części nakrywki, leżącej w obrębie pnia mózgu. Znajdują się tam perykariony neuronów dopaminergicznych tworzących ten szlak. Wysyłają one wypustki do pewnych elementów układu limbicznego, zwłaszcza do jądra półleżącego w wentralnej części prążkowia.
Mezolimbiczny szlak dopaminergiczny odgrywa ważną rolę, biorąc udział w kontroli pewnych zachowań emocjonalnych, motywacji, nagrody, przyjemności.
Dopaminergiczne neurony z pola brzusznego nakrywki docierają swymi aksonami do komórek nerwowych wzgórza i hamują ich działanie. Chodzi o neurony wzgórzowe hamujące z kolei za pomocą GABA glutaminianergiczne neurony wzgórza biegnące ku korze przedczołowej (tzw. sensoryczny filtr wzgórzowy).
Szlak mezolimbiczny ma kluczowe znaczenie w powstawaniu objawów wytwórczych (pozytywnych) psychozy.
Zwiększone stężenie neuroprzekaźnika dopaminy w ośrodkowym układzie nerwowym może wynikać z choroby bądź stosowanej farmakoterapii, a także używek. Przykład stanowią tutaj takie stymulanty, jak kokaina czy amfetamina, które powodują uwalnianie dopaminy. Okazuje się, że wiąże się ono z pojawieniem się objawów pozytywnych. Długotrwałe przyjmowane kokainy czy amfetaminy może nawet prowadzić do psychozy paranoidalnej. Obserwowane objawy będą wtedy niemal identyczne ze stwierdzanymi w przebiegu schizofrenii objawami wytwórczymi.
Odwrotne działanie wywiera zmniejszenie stężenia dopaminy. Takie właśnie działanie wywierają leki przeciwpsychotyczne, stosowane w psychozach i łagodzące jej objawy pozytywne. Ich główny mechanizm działania to blokowanie receptora D2.
Powyższe obserwacje posłużyły do sformułowania hipotezy dopaminowej schizofrenii, choć dla tej koncepcji sugeruje się bardziej adekwatną nazwę mezolimbicznej dopaminowej hipotezy objawów pozytywnych schizofrenii. Nie utożsamia się jednak nadmiernego pobudzenia szlaku mezolimbicznego ze schizofrenią. Jego nadaktywność wiąże się po prostu z pozytywnymi objawami psychotycznymi, mogącymi występować nie tylko w psychozach schizofrenicznych, ale też w manii, depresji czy otępieniu. Może też odgrywać rolę w powstawaniu innych niż pozytywne objawach schizofrenii, jak objawy agresywne (zwraca się tu uwagę na zaburzenia kontroli serotoninergicznej neuronów wydzielających dopaminę).
Z kolei w schizofrenii obserwuje się też zaburzenia w działaniu kilku innych szlaków neuronalnych, zarówno dopaminergicznych, jak i obejmujących inne neuroprzekaźniki. Nadmierne pobudzenie szlaku mezolimbicznego wywołujące poprzez hamowanie filtru wzgórzowego nadmierne glutaminianergiczne pobudzenie kory przedczołowej wiąże się z inną, opartą na zaburzonym przekaźnictwie glutaminianu, hipotezą schizofrenii.